# Saw Khaw Lean (Heah) Kongsi
Saw Khaw Lean (Heah) Kongsi of Khaw Kongsi is de geslachtsvereniging en kongsi van de Chaozhou-Chinezen in Penang met voornamelijk de familienaam Khaw (许). De andere familienamen zijn Saw (苏) en Lean (连). Khaw wordt door het Chaozhouhua in het Engels ook geromaniseerd als Koh en Khor.
De vooroudertempel van de Khaw Kongsi draagt de naam Koe Yang Tang. Xu Zhen Jun is de voorvader van de familie Khaw.

## Bekende leden
Tan Sri Dr Koh Tsu Koon, lid van de vereniging, was oud-hoofd minister van Penang. Khaw Sim Bee, een andere lid, was de gouverneur van Ranong en Phuket aan het einde van de 19e eeuw. Khaw Sim Khim, de broer van Khaw Sim Bee, was een van de oprichters van de vereniging Khaw Kongsi.